# Krông Pa
Krông Pa là một huyện thuộc tỉnh Gia Lai, Việt Nam.

## Địa lý
Tên huyện được đặt theo tên 2 con sông: sông Krông Năng và sông Pa (một trong những con sông lớn ở miền Trung Việt Nam).

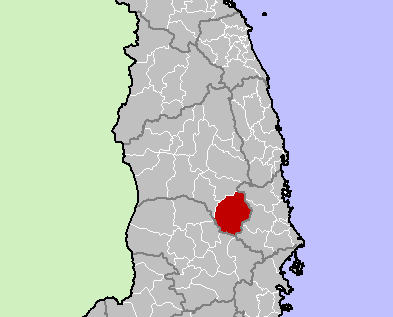
Vị trí huyện Krông Pa

### Vị trí địa lý
Huyện Krông Pa nằm ở phía đông nam của tỉnh Gia Lai, có diện tích 1.628 km², dân số năm 2023 là 91.967 1người. Huyện lỵ là thị trấn Phú Túc, cách thành phố Pleiku 150 km về phía đông nam. Huyện có tọa độ địa lý từ 12°58'B đến 13°33'Đ, từ 108°26'Đ đến 108°49'Đ.
Huyện có địa giới hành chính:
- Phía đông giáp các huyện Đồng Xuân, Sơn Hòa và Sông Hinh thuộc tỉnh Phú Yên
- Phía tây giáp thị xã Ayun Pa
- Phía nam giáp huyện Ea Kar và tây nam giáp huyện Krông Năng, tỉnh Đắk Lắk
- Phía bắc giáp huyện Ia Pa.

Ở độ cao trung bình 140 m so với mặt nước biển, là bậc thềm quan trọng, án ngữ trên quốc lộ 25 - một trong những cửa ngõ nối đồng bằng ven biển miền Trung trung bộ (ở phía đông) với cao nguyên Plây Ku (ở phía tây). Quốc lộ 25 hôm nay, vốn là con đường nổi tiếng trong lịch sử với cái tên Đường 7 – Sông Bờ. Trung tâm của huyện là thị trấn Phú Túc, nằm bên bờ nơi hợp thủy của hai con sông, thuộc tả ngạn sông Ba và hữu ngạn sông Mlah thơ mộng. Từ đây, có thể xuôi quốc lộ 25 khoảng 80 km về phía đông để đến thành phố Tuy Hòa (tỉnh Phú Yên) hoặc ngược lên phía tây, vượt đèo Tô Na[1] để đến thị xã Ayun Pa (tỉnh Gia Lai) và tiến sâu vào miền cao nguyên đất đỏ Chư sê - Mỹ Thạch - Plây Ku.

### Địa hình - khí hậu
Theo kết quả nghiên cứu địa chất, địa bàn huyện Krông Pa ngày nay thuộc vùng trũng Cheo Reo - Phú Túc, có cấu tạo địa chất khá phức tạp, bao gồm 2 nhóm đất chính là bồi tích phù sa và trầm tích hỗn hợp, là kiểu địa hình đồng bằng tích tụ - bóc mòn, với các dạng địa hình bậc thềm và bãi bồi chiếm diện tích chủ yếu, nhưng quá trình tích tụ ở đây hạn chế hơn so với khu vực Cheo Reo. Do còn thuộc địa hình thung lũng giữa núi, nên trong vùng còn có dạng địa hình đồi núi sót chiếm diện tích nhỏ[1], xen lẫn vùng đất bằng. Thung lũng phân bố dọc theo các sông suối, khá bằng phẳng, ít bị chia cắt, được bao phủ bởi lớp phù sa cũ và mới.
Ngoài địa hình trũng, rìa phía đông nam có hai dãy núi cao là Chu Dju cao 1.230 m, Chu Dlé Ya cao 1.215 m. Địa hình có dạng đồi hoặc núi thấp nhưng lượn sóng mạnh và chia cắt sâu.
Khí hậu mang tính chất nhiệt đới hơi khô. Do có địa hình núi án ngữ, che chắn hướng gió từ đông và tây nam, nên đặc điểm khí hậu của huyện Krông Pa có phần khác với các vùng khác ở Gia Lai và Tây nguyên. có hai mùa rõ rệt: mùa mưa và mùa khô. Mùa mưa bắt đầu từ tháng 5 đến tháng 10. Mùa khô chủ yếu từ tháng 11 đến tháng 4 năm sau. Trong mùa khô, thường có 4 tháng khô hạn. có lượng mưa trung bình 1.200mm/năm, độ ẩm trung bình là 83%. Tháng 9 là tháng có lượng mưa cao nhất. Các tháng cuối mùa khô thường nắng nóng, lượng nước bốc hơi cao, trung bình 96 mm/năm.
Mật độ sông suối của huyện không lớn. Huyện bị chia cắt thành hai vùng bởi dòng sông Ba chảy từ tây bắc xuống đông nam. Đây là hệ thống sông lớn ở phía đông Trường Sơn, nó bắt nguồn từ dãy núi Kông Ka King, tỉnh Kon Tum, chảy qua địa phận các huyện Kbang, An Khê, Kông Chro, IaPa, Ayun Pa và Krông Pa tỉnh Gia Lai, về tỉnh Phú Yên rồi đổ ra biển Đông với hệ thống chi lưu, phụ lưu đa dạng. Các nhánh phụ lưu chính của sông Ba là sông Ayun, hợp lưu với sông Ba tại thị xã Ayun Pa, sông Krông Năng chảy vào sông Ba ở phần phía đông nam thuộc xã Krông Năng, huyện Krông Pa, tỉnh Gia Lai; và sông Hinh tỉnh Phú Yên rồi đổ về phía đông. Phía bắc huyện còn có hệ thống các sông Ea Rsai, Ea Mlah, Ea Kà Lúi. Phía nam huyện, có sông Krông Năng, Ea Uôr (Uar). Hệ thống sông suối tạo ra những vùng soi nà và vùng bãi bồi ven sông có đất đai màu mỡ dọc từ Ơi Nu đến buôn Tờ Khế, Ia Rsai xuống vùng Ma Rôk xã Chư Gu, vùng Phú cần, Chư Ngọc, Ia RMok, Ia HDreh, Krông Năng; vùng Quang Hiển xã Đất Bằng,... thuận lợi cho việc trồng trọt, phát triển sản xuất nông nghiệp.

### Sông ngòi và Thác ghềnh, Suối  nhỏ
Mật độ sông suối của huyện Krông Pa không lớn. Huyện bị chia cắt thành hai vùng phía bắc và nam sông, bởi dòng sông Ba (phần thượng lưu gọi là Ea Pa, Ia Pa, phần hạ lưu thuộc tỉnh Phú Yên gọi là sông Đà Rằng). Đây là hệ thống sông lớn ở phía đông Trường Sơn, đồng thời cũng là sông lớn nhất vùng ven biển trung Trung bộ; chảy theo hướng Bắc - Nam và chuyển sang hướng Tây bắc - Đông nam khi qua huyện Krông Pa, rồi đi vào địa phận tỉnh Phú Yên theo hướng Tây - Đông; với lưu vực 13,900 km²; lưu lượng 18,264m3/s, có chiểu dài 388 km, bắt nguồn từ núi Ngọc Rô, vùng Kông Ka King, tỉnh Kon Tum, chảy qua địa phận các huyện Kon Plông, tỉnh Kon Tum; huyện Kbang, Đăk Pơ, An Khê, Kông Chro, Ia Pa, Ayun Pa và Krông Pa tỉnh Gia Lai, về tỉnh Phú Yên rồi đổ ra biển Đông với hệ thống chi lưu, phụ lưu đa dạng. Các nhánh chính của sông Ba là Ayun, hợp lưu với sông Ba tại thị xã Ayun Pa, phụ lưu sông Krông H'Năng chảy vào sông Ba ở xã Krông Năng, phần phía đông nam huyện Krông Pa và phụ lưu sông Hinh tỉnh Phú Yên rồi đổ về phía đông ra biển đông qua cửa sông Đà Diễn tỉnh Phú Yên. Phía bắc huyện còn có hệ thống các sông Ia Rsai, Ia Mlah, Ia Kà Lúi. Về phía nam có Krông Năng, Ia Uôr (Uar). Hệ thống sông suối như suối Ea Djip, Ea Ut, Ea Ur, Ea Tral ở phía tây, tây nam của huyện, suối Ea Sai, Ea Kia ở phía bắc, tây bắc huyện, suối Ea Pua phía đông bắc, tạo ra những vùng soi nà và vùng bãi bồi ven sông suối, có đất đai màu mỡ dọc từ Ơi Nu đến Uar, Chư Drang, Eah Dreh, Krong Năng phía tây nam, cho đến buôn Tờ Khế, Ia Rsai xuống vùng Ma Rôk xã Chư Gu, vùng Ia Mlah, vùng Quang Hiển xã Đất Bằng... thuận lợi cho việc trồng trọt, chăn nuôi phát triển nông nghiệp.
Thác thuộc Suối Ea Ur nhánh Ea Ut với lưu vực gần 4.000ha, xuất phát từ các đỉnh núi Chư Dou, Chư Tion, Chư MuaYe thuộc địa phận xã Ia RMok và một phần Chư Drang; thác thuộc địa phận xã Ia RMok. Trước tạm gọi Thác Cao hùng, thác 3 tầng cao trên dưới 100 mét.

## Hành chính
Huyện Krông Pa có 14 đơn vị hành chính cấp xã trực thuộc, gồm thị trấn Phú Túc (huyện lỵ) và 13 xã: Chư Gu, Chư Ngọc, Chư Drăng, Chư Rcăm, Đất Bằng, Ia HDreh, Ia Mlăh, Ia RMok, Ia RSai, Ia RSươm, Krông Năng, Phú Cần, Uar.
Căn cứ tại Điều 1 Nghị quyết 1664/NQ-UBTVQH15(Nghị quyết này được Ủy ban Thường vụ Quốc hội nước Cộng hòa xã hội chủ nghĩa Việt Nam khóa XV thông qua ngày 16 tháng 6 năm 2025) Về việc sắp xếp các đơn vị hành chính cấp xã của tỉnh Gia Lai năm 2025 chính thức sau sáp nhập từ 1/7/2025 thì còn 4 đơn vị hành chính cấp xã như sau: 
1. Xã Phú Túc (Sáp nhập: Thị trấn Phú Túc, xã Phú Cần, xã Chư Ngọc, xã Ia Mlah và xã Đất Bằng)
2. Xã Ia Dreh (Sáp nhập: xã Ia HDreh, xã Ia Rmok và xã Krông Năng)
3. Xã Ia Rsai (Sáp nhập: xã Ia Rsai, xã Chư Rcăm và xã Chư Gu)
4. Xã Uar (Sáp nhập: xã Uar, xã Ia Rsươm và xã Chư Drăng)

## Lịch sử
Tên huyện được đặt theo tên gọi của sông Ba.

### Trước năm 1945
Trong những năm đầu của thiên niên kỷ thứ hai sau công nguyên, vùng trũng Krông Pa với những người Jrai là chủ nhân của nó đã từng thuộc vương quốc Champa, dấu vết hiện còn lại là phế tích của tháp Chăm mà người dân địa phương gọi là Bang Keng ở Krông Năng.
Sau cuộc chinh phục Vương quốc Champa năm 1471, Lê Thánh Tông gọi cả vùng đất phía tây Nam Trung Bộ là Nam Bàn, nhưng trên thực tế, cả vùng đất Tây Nguyên nói chung, Krông Pa hiện nay nói riêng vẫn là nơi cư trú của các dân tộc có tổ chức xã hội phổ biến là các làng độc lập, riêng vùng Krông Pa, trước thế kỷ XX đã có một tổ chức xã hội cao hơn làng, chi phối một vùng tương đối rộng lớn gọi là Tơring (tring).
Đầu thế kỷ XX, nói riêng, Tây Nguyên nói chung thuộc quyền bảo hộ của Pháp. Từ năm 1904-1907, phần đất Cheo Reo thuộc tỉnh Phú Yên. Nghị định của Toàn quyền Đông Dương ngày ngày 4 tháng 7 năm 1905, tách toàn bộ vùng núi phía tây tỉnh Bình Định, Phú Yên trong đó có Krông Pa để lập thành tỉnh Pleiku Đer.
Gần hai năm sau đó, Nghị định của Toàn quyền Đông Dương ngày 25/4/1907 bãi bỏ tỉnh Pleiku Đer. Vùng đất của tỉnh Pleiku Đer từ đây được chia làm hai: một phần thuộc đại lý hành chính Kon Tum (bao gồm cả Pleiku) và sáp nhập trở lại tỉnh Bình Định, đặt dưới sự cai trị của Công sứ Bình Định. Phần còn lại, lập đại lý hành chính Cheo Reo, sáp nhập vào tỉnh Phú Yên, đặt dưới quyền cai trị của Công sứ Phú Yên.
Ngày 9 tháng 2 năm 1913, Toàn quyền Đông Dương ra Nghị định số 215 thành lập tỉnh Công Tum (Kon Tum). Địa giới của tỉnh Kon Tum bao gồm: đại lý hành chính Cheo Reo (trong đó có Krông Pa) tách ra khỏi tỉnh Phú Yên, đại lý Kon Tum tách ra khỏi tỉnh Bình Định (tức là toàn bộ tỉnh Pleiku Đer cũ) và đại lý Đăk Lăk (nguyên là tỉnh Đăk Lăk nhưng đến nghị định này lại đổi thành đại lý).
Ngày 2 tháng 7 năm 1923, Pháp lại tách đại lý Đăk Lăk ra khỏi tỉnh Kon Tum để thành lập tỉnh Đăk Lăk.
Ngày 24 tháng 5 năm 1925, đại lý hành chính Pleiku được thành lập dưới sự cai quản của Công sứ Kon Tum.
Ngày 24 tháng 5 năm 1932, Nghị định của Toàn quyền Đông Dương tách một phần đất phía nam tỉnh Kon Tum, bao gồm đại lý Pleiku và đại lý Cheo Reo để lập tỉnh Pleiku.
Như vậy, cho đến trước Cách mạng tháng 8 năm 1945, Cheo Reo là 1 trong 5 huyện, thị của tỉnh Pleiku. Khu vực thuộc vùng đất phía đông của huyện Cheo Reo (Krông Pa ngày nay), có tên gọi là Mlah.

### Giai đoạn (1946-1954)
Ngày 25 tháng 6 năm 1946, Pháp chiếm lại Gia Lai và vẫn giữ nguyên tên tỉnh là Pleiku.
Về phía chính quyền cách mạng: Sau Cách mạng tháng Tám năm 1945, chính quyền cách mạng đổi tên tỉnh là Gia Lai. Huyện Cheo Reo trực thuộc Ủy ban kháng chiến hành chính tỉnh này. Từ tháng 3 năm 1946, Cheo Reo thuộc sự chỉ đạo trực tiếp của Ban vận động Quốc dân thiểu số Tây Nam Trung Bộ.
Ngày 6 tháng 11 năm 1947, theo Quyết định số 51/TB-NĐ của Ủy ban Kháng chiến hành chính Nam Trung bộ, Cheo Reo được tách ra khỏi Gia Lai và giao cho Phân ban liên lạc hành chính Tây Nguyên, trực thuộc Khu 15.
Đến tháng 8 năm 1948, Đại diện Chính phủ tại miền Nam Trung bộ ra Quyết định số 203- ĐD/CP, đặt Cheo Reo dưới sự chỉ đạo của Ủy ban Kháng chiến hành chính tỉnh Đăk Lăk.
Ngày 30 tháng 5 năm 1953, Ủy ban Kháng chiến hành chính Nam Trung bộ ra Nghị định số 477-MN/TOC, chia huyện Cheo Reo thành hai huyện thuộc tỉnh Đak Lak là Đông Cheo Reo (huyện H2, nay là huyện Krông Pa) gồm các xã phía đông và phía bắc sông Ba và Tây Cheo Reo (H3) gồm các xã phía tây sông Ba.

### Giai đoạn (1954-1975)
Về phía chính quyền Sài Gòn
Theo Nghị định 549 ngày 3 tháng 10 năm 1958, quận Cheo Reo gồm 10 tổng, 2 xã và là một trong 4 quận của tỉnh Pleiku.
Đến ngày 22 tháng 12 năm 1959, theo Nghị định 1746 của chính quyền Sài Gòn, quận Cheo Reo gồm 6 tổng, 19 xã.
Ngày 1 tháng 9 năm 1962, Sắc lệnh số 186 của chính quyền Sài Gòn tách một phần đất phía nam của tỉnh Pleiku (thuộc Cheo Reo), cùng với một phần phía bắc tỉnh Đak Lak (huyện Thuần Mẫn) thành lập tỉnh Phú Bổn. Tỉnh này gồm các quận: Phú Túc (còn gọi là quận Mlah), nay là địa bàn huyện Krông Pa; Phú Thiện (nay thuộc thị xã Ayun Pa, huyện Phú Thiện và huyện Ia Pa), huyện Thuần Mẫn (nay thuộc huyện Ea H’Leo tỉnh Đak Lak) và thị xã Hậu Bổn (thị trấn Cheo Reo cũ). Tỉnh lỵ đặt tại thị xã Hậu Bổn. Tỉnh Phú Bổn về địa giới không thay đổi cho đến tháng 3 năm 1975.
Như vậy là từ năm 1962 cho đến ngày giải phóng (tháng 3 năm 1975), huyện Krông Pa hiện nay mang tên quận Phú Túc, thuộc tỉnh Phú Bổn. Quận Phú Túc được chia làm hai tổng: Tổng Phú Mỹ và tổng Đức Bính gồm 13 xã.
Về phía chính quyền cách mạng
Cả vùng Cheo Reo trong thời kỳ kháng chiến (gồm cả khu vực các huyện Phú Thiện, Ia Pa, Krông Pa và thị xã Ayun Pa ngày nay) vẫn thuộc tỉnh Đak Lak. Toàn bộ vùng này gồm 2 huyện: huyện Đông Cheo Reo được gọi là H2 và huyện Tây Cheo Reo gọi là H3. Đầu năm 1960, theo quyết định của Liên khu uỷ V, tỉnh Đak Lak được chia thành bốn đơn vị riêng là B3, B4, B5 và B6 dưới sự chỉ đạo trực tiếp của Liên tỉnh IV và Liên khu uỷ V. Huyện H2 thuộc B3 (bắc tỉnh Đak Lak), có ranh giới từ đèo Tô Na trở xuống, dọc theo đường 7 giáp đến huyện MaĐrak, bao cả vùng Plei Pa, buôn Broăi, xã Ia Tul, nay thuộc huyện Ia Pa tỉnh Gia Lai.
Tháng 8 năm 1960, Nghị quyết Đại hội Đảng bộ tỉnh Đak Lak lần thứ nhất hợp nhất hai huyện H2 và huyện MĐrak (A1) thành liên huyện A10. Đến cuối năm 1961 lại tách ra như cũ.
Năm 1962, để tăng cường sự chỉ đạo sát với phong trào, tỉnh Đăk Lăk tách vùng ven thị xã Hậu Bổn thành lập huyện 7 (H7).
Tháng 11 năm 1971, tỉnh Gia Lai cắt một phần phía nam Khu 7 giáp phía bắc sông Ayun và vùng giáp huyện H2 và H3 của tỉnh Đak Lak lập Khu 11.
Năm 1973, huyện H7 được sáp nhập với H3 thành H37 thuộc tỉnh Đak Lak. Tháng 12 năm 1973, H2 được đổi tên thành huyện Sông Ba, theo tên của con sông chảy dọc địa phận của huyện.

### Từ 1975 đến nay
Sau ngày miền hoàn toàn giải phóng 1975, tỉnh Đak Lak tổ chức lại các huyện. Tháng 7 năm 1975, huyện Sông Ba được sáp nhập với huyện 37 (thị xã Hậu Bổn và vùng Tây Cheo Reo) thành huyện Cheo Reo, thuộc tỉnh Đak Lak. Huyện lúc đó là một phần của huyện Cheo Reo.
Tháng 1 năm 1976, theo Quyết định của Chính phủ, huyện Cheo Reo thuộc tỉnh Đak Lak được chuyển giao về tỉnh Gia Lai - Kon Tum. Ngày 15 tháng 1 năm 1976, Hội nghị Tỉnh uỷ Gia Lai - Kon Tum ra Nghị quyết về kiện toàn, xây dựng huyện mạnh, thống nhất địa giới hành chính và phát triển kinh tế - xã hội địa phương. Huyện Cheo Reo được sáp nhập với Khu 11 thành huyện mới AyunPa.
Ngày 23 tháng 4 năm 1979, theo Quyết định số 178-CP của Hội đồng Chính phủ, huyện AyunPa được chia tách thành 2 huyện: AyunPa và Krông Pa.
Huyện Krông Pa được thành lập trên cơ sở tách từ phần đất phía đông của huyện Ayun Pa. Sau khi thành lập, địa giới hành chính của huyện Krông Pa từ đèo Tô Na xuống phía đông, đến bắc cầu Kà Lúi và tây sông Krông Năng, bao gồm 6 xã: Ia Rsai, Chư Drăng, Ia Rmok, Đất Bằng, Ia Dréh và Krông Năng.
Ngày 17 tháng 8 năm 1981, Hội đồng Bộ trưởng ban hành Quyết định 30-HĐBT. Theo đó: 
- Chia xã Ia Rmok thành 2 xã: Ia Rmok và Phú Cần
- Chia xã Đất Bằng thành 2 xã: Đất Bằng và Ia Mlah
- Chia xã Chư Drăng thành 2 xã: Chư Drăng và Chư Gu
- Chia xã Ia Rsai thành 2 xã: Ia Rsai và Ia Siơm.

Ngày 13 tháng 1 năm 1989, chia xã Phú Cần thành 2 đơn vị hành chính: xã Phú Cần và thị trấn Phú Túc.
Ngày 12 tháng 8 năm 1991, tỉnh Gia Lai được tái lập, huyện Krông Pa thuộc tỉnh Gia Lai.
Ngày 11 tháng 7 năm 1994, Chính Phủ ban hành nghị định số 67-CP. Theo đó: 
- Chia xã Ia DRéh thành 2 xã: Ia Dreh và Chư Ngọc
- Chia xã Ia Rsai thành 2 xã: Ia Rsai và Chư Rcăm
- Chia xã Chư Drăng thành 2 xã: Chư Drăng và Uar.

Huyện Krông Pa có 1 thị trấn và 13 xã. Từ ngày 01/07/2025 còn 4 Xã 

## Văn hóa
Vì thế Krông Pa được mệnh danh là xứ sở "NHẤT THỔ, TỨ SƠN, THẤT GIANG, LƯỠNG PHÚ QUÝ" (nghĩa là: Một dải đất có 4 núi, 7 sông, phú quý nhân đôi".
Huyện có 2 dân tộc chiếm số lượng dân cư đông nhất là người Jrai (người Gia-Rai) và người Kinh. Ngoài ra, trên vùng đất hiện còn có một bộ phận nhỏ dân cư thuộc các dân tộc ít người khác như Tày, Nùng...
Kết quả khảo cổ học đã chứng minh, Gia Lai là vùng đất sớm được con người chọn làm địa bàn cư trú. Trên vùng đất nay là Krông Pa, tuy chưa được điều tra cơ bản về khảo cổ học, nhưng một số phát hiện mới nhất cho thấy có những dấu vết cư trú của con người trên vùng đất này từ hậu kỳ đá mới, sơ kỳ kim khí.
Hiện nay bộ phận dân cư sinh sống lâu đời nhất trên vùng đất là người Jrai thuộc nhóm Mthur, chiếm 68% dân số. Đây là một trong năm nhóm Jrai địa phương của tỉnh Gia Lai, thuộc ngữ hệ Đảo (Malayo- Polinesien). Người Jrai Mthur gồm 2 bộ phận, một bộ phận là những cư dân thuộc các làng đã sinh sống ở vùng này từ lâu đời và bộ phận dân cư thứ hai di chuyển từ phía đông lên muộn hơn. Điển hình của bộ phận dân cư đến sau này là Nhóm dân ở buôn Ơi Nu (xã Ia Sươm).
Tổ chức, cơ cấu xã hội truyền thống của đồng bào Jrai Mthur cũng như các nhóm dân tộc Jrai trên địa bàn tỉnh là làng. Ở khu vực, người Jrai gọi làng của mình là buôn hoặc bôn.
Buôn làng của người Jrai ở là kết cấu xã hội điển hình và bền vững, một cộng đồng cư trú của cư dân. Người Jrai Mthur thường chọn những vùng đất ở gần nguồn nước, thuận tiện cho việc sinh hoạt và sản xuất để lập làng. Quy mô làng lớn hay nhỏ, số các gia đình trong mỗi buôn nhiều hay ít phụ thuộc vào điều kiện tự nhiên, đất canh tác và môi trường sống. Mỗi buôn làng bao gồm nhiều gia đình lớn mẫu hệ hoặc gia đình nhỏ mới được chia tách. Người Jrai ở cư trú trong những ngôi nhà sàn dài. Trước kia, cửa chính của những ngôi nhà dài thường mở ở đầu hồi phía bắc. Tên làng thường được đặt theo nguồn nước, hoặc tên người lập làng.Trong từng gia đình, theo truyền thống mẫu hệ, vai trò và quyền lực của người phụ nữ rất được coi trọng.
Từ những năm cuối thế kỷ XIX đầu thế kỷ XX, tại khu vực nay là thị trấn Phú Túc đã có một bộ phận người Kinh ở đồng bằng ven biển miền Trung lên quan hệ giao lưu buôn bán, trao đổi hàng hoá với cư dân bản địa và chọn nơi này làm quê hương thứ hai của mình. Làng Quang Hiển (xã Đất Bằng), thôn Thắng Lợi (xã Phú Cần)... là làng Việt được lập trên đất sớm nhất. Tại thôn Thắng Lợi, xã Phú Cần, dân làng đã lập đền thờ Tiền Hiền của làng là ông Phan Hữu Phàn[1], người có công đưa những người Kinh đầu tiên từ Phú Yên lên lập làng trên vùng đất vào năm 1925.
Do cư trú trong khu vực tiếp giáp với người Jrai Chor, người Ê Đê (ở Đak Lak) và người Chăm Hroi (ở Phú Yên) nên đặc điểm văn hóa của người Jrai ở Krông Pa ít nhiều có sự khác biệt so với các nhóm Jrai khác cùng trong tỉnh.
Nằm trên vùng văn hoá cổ của Tây Nguyên, văn hoá các dân tộc mang đậm bản sắc dân gian truyền thống, phong phú và độc đáo. Do địa bàn tiếp giáp với tỉnh Đak Lak và Phú Yên, nền văn hoá ít nhiều ảnh hưởng văn hoá của các dân tộc Ê Đê và Chăm.
Trên địa bàn huyện còn lưu lại dấu tích văn hoá Champa cổ. Tại xã Đất Bằng, trong thập kỷ 80 của thế kỷ XX các nhà nghiên cứu đã phát hiện ra một bức phù điêu Chăm[1]... và trên địa bàn buôn Jú, xã Krông Năng cũng đã phát hiện một dấu tích tháp chàm có tên gọi Bang Keng[2]. Phế tích của tháp Bang Keng nằm trên bờ bắc sông Krông Năng, khuất lấp trong một lùm cây rậm rạp có dây leo bao phủ. Người dân buôn Jú và vùng phụ cận với tín ngưỡng đa thần, đều cho rằng Bang Keng là sang yang ia (nhà của thần nước). Những dấu văn hóa Champa trên vùng Krông pa là cơ sở để khẳng định rằng từ xa xưa người Chăm đã từng hiện diện như một bộ phận dân cư trên vùng đất này.
Trên địa bàn huyện vẫn lưu giữ kho tàng văn hoá nghệ thuật dân gian phong phú.
Văn hoá vật thể thể hiện qua cấu trúc đơn vị buôn làng, nhà cửa, nghệ thuật điêu khắc, chạm trổ... Nhóm người Jrai Mthur cũng như Jrai Chor khu vực Cheo Reo - đều không có nhà Rông - ngôi nhà chung của buôn làng, mọi sinh hoạt trong cộng đồng được tổ chức tại một gian gọi là gian khách (amang) của ngôi nhà dài của chủ làng (khoa bôn, buôn). Nhà dài là kiến trúc độc đáo của người Jrai Mthur, là nơi sinh sống của nhiều thế hệ trong đại gia đình, đó cũng còn là nơi sinh hoạt văn hoá cộng đồng, uống rượu cần và tiến hành các công việc của cộng đồng theo luật tục... Kiến trúc nhà dài với nghệ thuật điêu khắc trang trí mang những sắc thái riêng của dân tộc Jrai Mthur- Krông Pa.
Văn hoá truyền thống của đồng bào dân tộc còn là nền mỹ thuật mang đậm tính đặc thù nguyên bản trong trang trí tượng nhà mồ, tượng nam nữ, mẹ bồng con, tượng động vật... tái hiện lại những sinh hoạt của con người bên cạnh thế giới của người đã khuất. Các tượng gỗ được tạc tuy đường nét thô phác nhưng sống động, thể hiện lòng khát khao tự do, tình yêu nam nữ, tình yêu cuộc sống. Những mô típ trang trí trên cây nêu trong lễ hội đâm trâu, hoa văn trên vách nhà, hình khắc trên cột nhà, cầu thang và hoa văn trang trí trên đồ đan lát, gùi... đều thể hiện sự quan sát tinh tế và phản ánh tình cảm của nghệ nhân.
Hoa văn trang trí trên trang phục như: tấm choàng, khố, các loại áo chui đầu, váy quấn cũng mang nét văn hoá đặc trưng của đồng bào vùng Krông Pa. Người Jrai Krông Pa cũng đặc biệt ưa thích các loại đồ trang sức như vòng cổ, vòng chân, tay... bằng đồng, bạc, hạt cườm các loại.
Văn hoá nghệ thuật dân gian của người Jrai Mthur Krông Pa thể hiện đời sống văn hoá tinh thần phong phú, với nhiều loại hình như sử thi, truyện cổ, múa, hát dân ca... Sử thi là di sản văn học dân gian tiêu biểu của cư dân Jrai, người Jrai gọi sử thi là là Hơri hay akhan. Loại hình văn học dân gian này là đặc trưng văn hóa của vùng Tây nguyên và mang bản sắc riêng của từng dân tộc, ở khu vực người Jrai Krông Pa, sử thi vẫn được truyền tụng và diễn xướng trong sinh hoạt của cộng đồng. Ngoài sử thi, trong kho tàng văn học dân gian của đồng bào vùng còn lưu truyền nhiều truyện cổ, truyện thơ, câu đố, nói vần, ca dao...
Cũng như các dân tộc khác, người Jrai Mthur - yêu thích âm nhạc, được thể hiện trong những dịp lễ hội cộng đồng hoặc dòng họ. Các nhạc cụ như cồng chiêng, kơ nhí, kơ tía, tơrưng,... là những nhạc cụ tiêu biểu. Âm nhạc và nhạc cụ gắn liền với sinh hoạt nghi lễ, tín ngưỡng. Cồng chiêng ngoài chức năng là nhạc cụ, còn được coi là tài sản quí, vật linh thiêng của cộng đồng, xuất hiện hầu hết trong các nghi lễ, gắn bó với cuộc sống của mỗi con người, là một phần không thể vắng mặt trong cuộc sống sinh hoạt của đồng bào.
Ngày nay, Không gian văn hoá cồng chiêng Tây Nguyên, trong đó có Gia Lai đã được UNESCO công nhận là di sản văn hoá truyền khẩu và phi vật thể của nhân loại. Người Jrai Krông Pa tự hào rằng văn hóa cồng chiêng của họ cũng là một bộ phận quan trọng làm nên một Không gian văn hóa cồng chiêng Tây Nguyên. Chiêng được coi là tài sản quí và thường được lấy để so sánh sự giàu có của từng gia đình trong buôn làng. Trước kia, theo quan niệm của đồng bào, những tù trưởng giàu có trong cộng đồng là những người có nhiều chiêng, nhiều ché. Sau ngày đất nước giải phóng, trong các buôn làng đều còn lưu giữ ít nhất vài ba bộ chiêng. Ngày nay, trong khu vực người Jrai ở Krông Pa vẫn lưu giữ được hơn 500 bộ cồng chiêng; Krông Pa cũng tự hào bởi có những nghệ nhân chỉnh chiêng nổi tiếng, còn lưu giữ được nhiều bài chiêng cổ trong khu vực tam giác các tỉnh Gia Lai, Đak Lak, Phú Yên như Nay Phai.
Lễ hội cổ truyền là sinh hoạt tín ngưỡng - văn hoá làm nên bản sắc riêng trong văn hóa Krông Pa. Trong cộng đồng người Jrai trong huyện có hai hệ thống lễ hội chính: Lễ hội vòng đời người như thổi tai, lễ trưởng thành, cầu sức khoẻ và lễ cúng tang, bỏ mả (Hoă lui) sau khi chết. Lễ hội trong một chu kỳ canh tác nương rẫy thường được tiến hành theo chu kỳ của một mùa vụ tính từ khi phát rẫy, trỉa hạt, đến khi thu hoạch, như lễ trỉa lúa, cầu mưa, mừng lúa mới... Lễ hội gắn với sản xuất nông nghiệp và sinh hoạt đời sống của cộng đồng, trong đó lễ hội đâm trâu (hiến sinh trâu) là lễ hội đặc trưng lớn nhất được duy trì và phát triển, thường được tổ chức trong các lễ mừng chiến thắng, khánh thành nhà mới... Lễ hội thể hiện bản sắc văn hoá vật thể và phi vật thể của từng cộng đồng dân tộc. Tinh thần thượng võ, tình cảm chân thật của đồng bào dân tộc thể hiện qua những tiếng chiêng ngân, điệu soang, qua trang phục và lời khấn cúng của già làng và cả trong men rượu cần nồng say. Lễ hội mang đậm tính tự nhiên và quan hệ con người, thể hiện sự gắn bó gần gũi giữa con người với tự nhiên và sự hoà đồng giữa con người với con người trong cộng đồng gắn kết bền vững.
Sinh hoạt tôn giáo, tín ngưỡng gắn liền với đời sống cộng đồng buôn làng. Về tín ngưỡng dân gian, buôn làng chính là cộng đồng mang tính tâm linh. Đồng bào Jrai Mthur - luôn mang một ý niệm về một lực lượng siêu nhiên thần bí tồn tại (Yang) bảo vệ con người trước những rủi ro trong đời sống hàng ngày. Trong tiềm thức của đồng bào, có một lực lượng vô hình trong thế giới tự nhiên luôn tác động đến mọi mặt hoạt động của con người. Do vậy, nghi lễ thờ cúng đều liên quan đến các vị thần, nhằm cầu mong điều tốt lành đến với mọi người như các thần ruộng rẫy (yang hma), thần bến nước (yang pin ia), thần núi (yang chư), thần làng (yang bôn), thần nhà (yang sang)... đó là những vị thần được coi trọng hơn cả trong cuộc sống của người dân.
Cũng như vùng Cheo Reo, đồng bào Jrai đã sớm có chữ viết. Cụ Nay Der, buôn Ơi Nu- nhà giáo đầu tiên của đồng bào Jrai vùng Cheo Reo đã sớm nghiên cứu, phiên âm chữ viết cho người Jrai trên cơ sở mẫu tự Latinh do người Pháp khi đặt chân xâm lược lên Tây nguyên đặt ra. Tuy chữ viết Jrai phổ biến chưa rộng, nhưng đồng bào Jrai đã có chữ viết riêng của mình để tập đọc, tập viết trong thời kỳ sau cách mạng tháng 8 năm 1945.